# Clarks Korallenotter
Clarks Korallenotter (Micrurus clarki), auch als Yavisa-Korallenotter bezeichnet, ist eine Schlangenart der Gattung Micrurus innerhalb der Familie der Giftnattern (Elapidae). Die Erstbeschreibung von Micrurus clarki erfolgte durch K.P. Schmidt im Jahr 1936. Es werden keine Unterarten aufgeführt.

## Merkmale
Clarks Korallenotter erreicht eine maximale Gesamtlänge bis circa 0,92 Meter. Sie weist einen schlanken, aber kräftigen, zylindrischen Körperbau und einen sehr kurzen Schwanz auf. Der rundliche Kopf setzt sich wenig (aber etwas deutlicher als bei den meisten anderen Micrurus-Arten) vom Hals ab und besitzt eine abgerundete Schnauze sowie kleine Augen mit runder, schwarzer Pupille. Kopf und Schwanz sind zweifarbig (gelb und schwarz), der Körper ist rot, gelb und schwarz gebändert. Es sind 13 bis 20 schwarze Körperbinden vorhanden. Bei Männchen lassen sich 6 bis 9, bei Weibchen 5 oder 6 schwarze Schwanzringe zählen. Die roten Körperringe stoßen beiderseits an gelbe Ringe. Rote und gelbe Schuppen mit unterschiedlich hohem Schwarzanteil an den Spitzen. Die schwarze Zeichnung der Schnauze geht in eine schwarze Kappe über, deren Grenze bogig in das gelbe Kopf- bzw. Nackenband hinein reicht. Die schwarze Kappe bedeckt die Parietalen vollständig. Das gelbe Kopfband dehnt sich bis an die Supralabialia (Oberlippenschilde) aus. Die Supralabialia sind schwarz gerandet. Der erste schwarze Ring (Nacken) ist schmal und kann reduziert sein oder fehlen. Dorsal zeigen sich 15 Reihen glatter Körperschuppen (Scutum dorsale). Kopfoberseits sind 9 vergrößerte, symmetrische Kopfschilde vorhanden. Unterseits lassen sich 190 bis 221 Ventralschilde und 34 bis 58 paarige Subcaudalschilde sowie ein geteiltes Scutum anale feststellen.
Als Giftnatter verfügt Micrurus clarki über einen Giftapparat aus modifizierten Speicheldrüsen, die das Giftsekret produzieren und mit Giftzähnen in Verbindung stehen. Diese sind feststehende, leicht verlängerte Fangzähne im vorderen Oberkiefer (proteroglyphe Zahnstellung) mit einem geschlossenen Giftkanal zur Verabreichung des Giftsekrets.

## Lebensweise
Micrurus clarki pflegt eine weitestgehend verborgene, vermutlich nachtaktive und bodenbewohnende sowie teils grabende Lebensweise. Sie verbirgt sich tagsüber in der Laubschicht des Waldes, unter Holz, Rinde oder ähnlichem oder in verlassenen Insektenbauten im Erdboden. Zum Beutespektrum der Art zählen mutmaßlich andere Schlangen. Auch Kiemenschlitzaale (Synbranchus marmoratus) wurden als Beute nachgewiesen. Beutetiere werden über den Geruchssinn aufgespürt, mit einem schnellen Biss gepackt und festgehalten sowie durch ein schnellwirksames Gift immobilisiert. Die Fortpflanzung erfolgt eierlegend (Oviparie). Weiterhin ist nicht viel bekannt über die Lebensweise der Art.

## Verbreitung
Micrurus clarki wurde im westlichen Kolumbien einschließlich des Departamento Valle del Cauca, im atlantischen bzw. karibischen Panama sowie mit einer isolierten Population im südwestlichsten Costa Rica und dem angrenzenden Panama nachgewiesen. Weitere Vorkommen im pazifischen Panama gelten als wahrscheinlich. Beobachtungen erfolgten im Tiefland knapp über Meeresspiegel bis in etwa 900 Metern Höhe (üblicherweise unter 500 Meter). Der Gesamtbestand wird als nicht bedroht eingestuft.
Bevorzugte Habitate sind feuchte Tieflandwälder sowie prämontane Regen- und Feuchtwälder. Auch trockener Gebiete oder relativ feuchte Übergangsbereiche zu tropischen Trockenwäldern werden besiedelt. Micrurus carki toleriert ein gewisses Maß an ökologischen Störungen respektive Lebensraumveränderungen.
Die Typuslokalität von Micrurus clarki befindet sich in Yaviza (Provinz Darién, Panama).

## Schlangengift
Das Giftsekret von Micrurus clarki enthält als pharmakologisch wirksame Bestandteile postsynaptische Neurotoxine mit curareartigen Effekten und muskelschädigende Bestandteile (Myotoxine). Nach einem Giftbiss beim Menschen treten nur geringfügig lokale Beschwerden an der Bissstelle auf. Für Elapiden eher untypisch, kann es nach einem Biss jedoch zu stärkeren Schmerzen an der Bissstelle kommen. Im weiteren Verlauf kann es zur Ausprägung von peripheren Lähmungserscheinungen (Paralyse) kommen, die bis zum Tod durch Lähmung der Brust- bzw. Atemmuskulatur führen können. Da systemische, lähmende Effekte im Vordergrund der Giftwirkung stehen, kann die Anlage eines Kompressionsverbandes als Erste-Hilfe-Maßnahme angewandt werden, um die Ausbreitung der Toxine im Körper zu verlangsamen. Essentiell ist jedoch eine schnellstmögliche notärztliche Versorgung, da unter Umständen künstliche Beatmung und die Applikation mehrerer Dosen Antivenin notwendig werden können. Aufgrund der verborgenen Lebensweise kommt es nur selten zu Bissunfällen mit Korallenottern, die epidemiologische Bedeutung ist gering.
Über die Giftwirkung beim Menschen ist wenig bekannt. Eine Bissverletzung mit Todesfolge wurde jedoch in Kolumbien dokumentiert.